# Дирижабли класса R33
Дирижабли класса R33 — жёсткие дирижабли времён Первой мировой войны и межвоенного периода. Было запланировано строительство серии дирижаблей для Королевской военно-морской авиаслужбы. Однако, построить все воздухоплавательные корабли к окончанию боевых действий не удалось. В 1919 году дирижабль R34 совершил первый трансатлантический рейс: корабль вылетел из Восточного Лотиана, Шотландия, а затем приземлился в  Минеоле, штат Нью-Йорк, а затем вернулся в Пулхэм, Англия.

## История
В 1916 году, когда дирижабли этого класса находились на стадии проектирования, англичанам удалось захватить почти неповреждённый Zeppelin L 33. В течение месяцев этот дирижабль детально изучался. На основе захваченного немецкого экземпляра было решено создать два дирижабля: R33 и R34.
Сборку начали в 1918 году. Гондола управления была надёжно закреплена на дирижабле. Кормовая гондола, в которой располагался двигатель, имела специальную конструкцию, позволявшую изолировать оборудование корабля от вибраций. Промежуток между двумя гондолами перекрывался, и, поэтому, они казались цельной конструкцией. На корабле были размещены пять двигателей Sunbeam Maori мощностью 275 л. с. Винты были толкающими.

## Применение

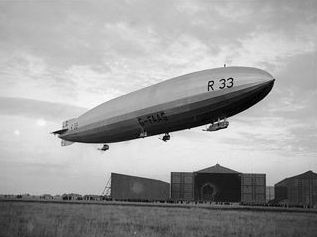
R33
Первый полёт данного дирижабля состоялся 6 марта 1919 года. Затем дирижабль направили в RAF Pulham, Норфолк.
Также на то время корабль совершил 23 рейса общей продолжительностью 337 часов. В 1920 году снят с вооружения, после чего дирижабль использовали в гражданских целях и для обучения пилотов. Также использовался столичной полицией. В 1925 году, после пересмотрения дирижаблей, R33, не летавший четыре года, после ремонта был выведен из эллинга. В 09:50 16 апреля 1925 года, когда R33 стоял на мачте, его ударил сильный ветер. Крепления были разорваны, и дирижабль оказался в свободном полёте. После нескольких часов полёта корабль смог приземлиться в Голландии.
R34
Первый полёт был совершён 14 марта 1919 года. Экипаж несколько раз пытался совершить трансатлантический перелёт. Удачный полёт был совершён в июле 1919 года. 2 июля корабль и его экипаж покинули Великобританию и 6 июля прибыли в Минеолу, штат Нью-Йорк, США. Полёт длился 108 часов.

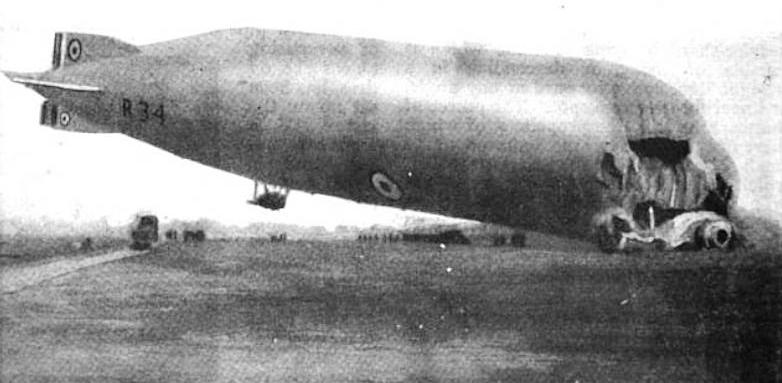

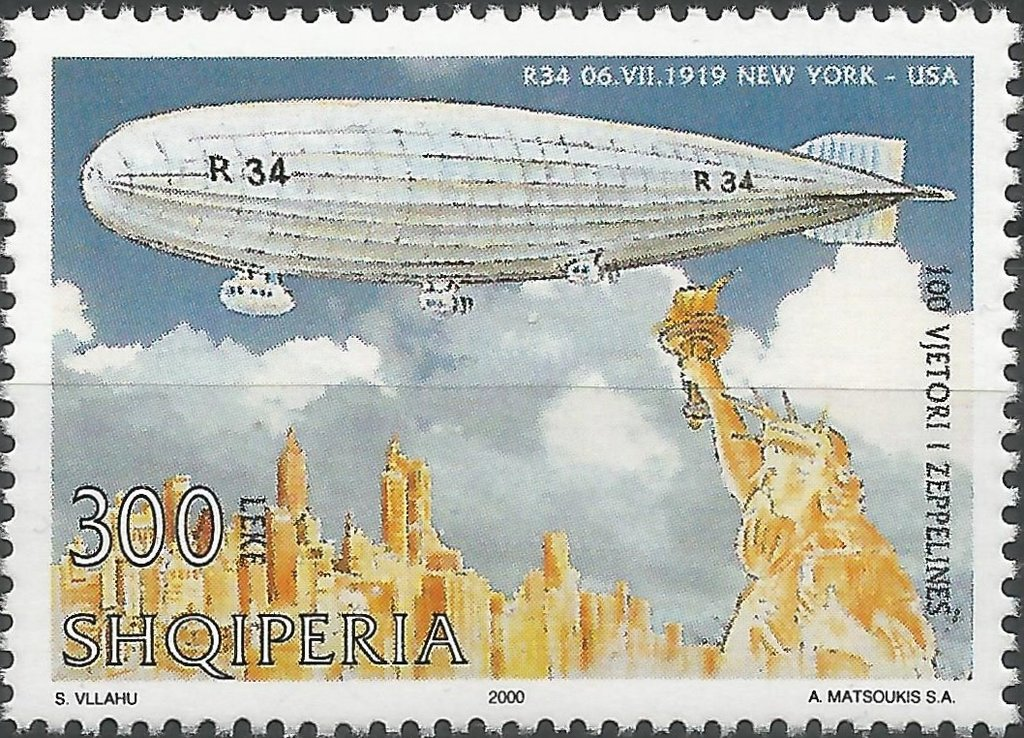
R34 на почтовой марке Албании

27 января 1921 года R34, в одном из полётов, потерял два двигателя. На воздухоплавательной базе дирижабль не смогли завести в эллинг, и его решили оставить на мачте на ночь. За ночь дирижабль получил сильные повреждения и вскоре был списан и разобран.

## Технические характеристики
- Экипаж: 26 пилотов
- Длина: 196 метров
- Диаметр: 24 метра
- Объём: 55 000 м³
- Полезная нагрузка: 26 470 кг
- Силовая установка: 5 × Sunbeam Maori, 275 л. с. каждый
- Максимальная скорость: 99 км/ч